# Изео (језеро)
Језеро Изео (итал. Lago Iseo или Sebino) је четврто по величини језеро у Италији. Лежи у подножју Алпа, у близини градова Бергамо и Бреша, између којих је скоро потпуно једнако територијално подељено. Иако је ова област индустријски врло активна, Италијани су успели да очувају како само језеро тако и природну околину. На средини језера налази се острво Монте Изола, највеће језерско острво у јужној Европи, као и два мања острва која се данас налазе у приватном власништву.
На језеру лежи 11 градића, 5 са стране Бреше и 6 са стране Бергама.